# Parodia magnifica
Parodia magnifica ist eine Pflanzenart aus der Gattung Parodia in der Familie der Kakteengewächse (Cactaceae). Das Artepitheton magnifica stammt aus dem Lateinischen, bedeutet ‚prächtig‘ und verweist auf die stattliche Erscheinung der Art.

## Beschreibung
Parodia magnifica wächst einzeln oder bildet manchmal Gruppen. Die kugelförmigen glauk-grünen bis blaugraugrünen Triebe werden im Alter kurz zylindrisch und besitzen einen schiefen Scheitel. Sie erreichen Wuchshöhen von 20 bis 40 Zentimeter (selten bis 60 Zentimeter) und Durchmesser von 7 bis 15 Zentimeter (selten bis 20 Zentimeter). Die elf bis 25 geraden Rippen sind scharfkantig. Die auf ihnen befindlichen Areolen stehen eng beieinander und bilden fast ein durchgehendes Band. Sie sind anfangs weiß und werden später gelblich. Die zwölf bis 15 oder mehr borstenartigen gelben Dornen sind im Alter dunkler bis nahezu schwarz. Sie weisen eine Länge von bis 2 Zentimeter auf.
Die schwefelgelben Blüten erscheinen im Scheitel der Triebe. Sie erreichen einen Durchmesser von 4,5 bis 5,5 Zentimeter und ebensolche Längen. Ihr Perikarpell ist mit dichter weißer Wolle und bräunlichen Borsten besetzt. Die Narbe ist blassgelb. Die rosafarbenen kugelförmigen Früchte weisen Durchmesser von bis zu 1 Zentimeter auf. Die Früchte enthalten verkehrt eiförmige bis keulenförmige, rötlich braune, gehöckerte Samen. Die Höcker besitzen eine etwas ausgezogene, spitze Spitze.

## Verbreitung, Systematik und Gefährdung
Parodia magnifica ist in Brasilien im Bundesstaat Rio Grande do Sul an unzugänglichen Steilfelsen verbreitet.
Die Erstbeschreibung als Eriocactus magnificus durch Friedrich Ritter wurde 1966 veröffentlicht. Fred H. Brandt stellte die Art 1982 in die Gattung Parodia. Weitere nomenklatorische Synonyme sind Notocactus magnificus (F.Ritter) Krainz (1966), Notocactus magnificus (F.Ritter) Krainz ex N.P.Taylor (1980) und Eriocephala magnifica (F.Ritter) Guiggi (2012).
In der Roten Liste gefährdeter Arten der IUCN wird die Art als „Endangered (EN)“, d. h. als stark gefährdet geführt.

## Nachweise